# ایناپور، چینچولی
ایناپور، چینچولی (به انگلیسی: Ainapur, Chincholi) یک روستا در هند است که در کارناتاکا واقع شده‌است.